# Dainius Kamaitis
Dainius Kamaitis (ur. 2 lutego 1965) – litewski dyplomata, ambasador nadzwyczajny i pełnomocny Republiki Litewskiej w Japonii, Australii, Nowej Zelandii i na Filipinach. 
W latach 2006–2011 był reprezentantem Litwy w Tokio. Mówi biegle w językach angielskim, rosyjskim i japońskim.